# Africoseiulus namibianus
Africoseiulus namibianus är en spindeldjursart som först beskrevs av Edward A. Ueckermann 1988.  Africoseiulus namibianus ingår i släktet Africoseiulus och familjen Phytoseiidae. Inga underarter finns listade i Catalogue of Life.